# IFE-system

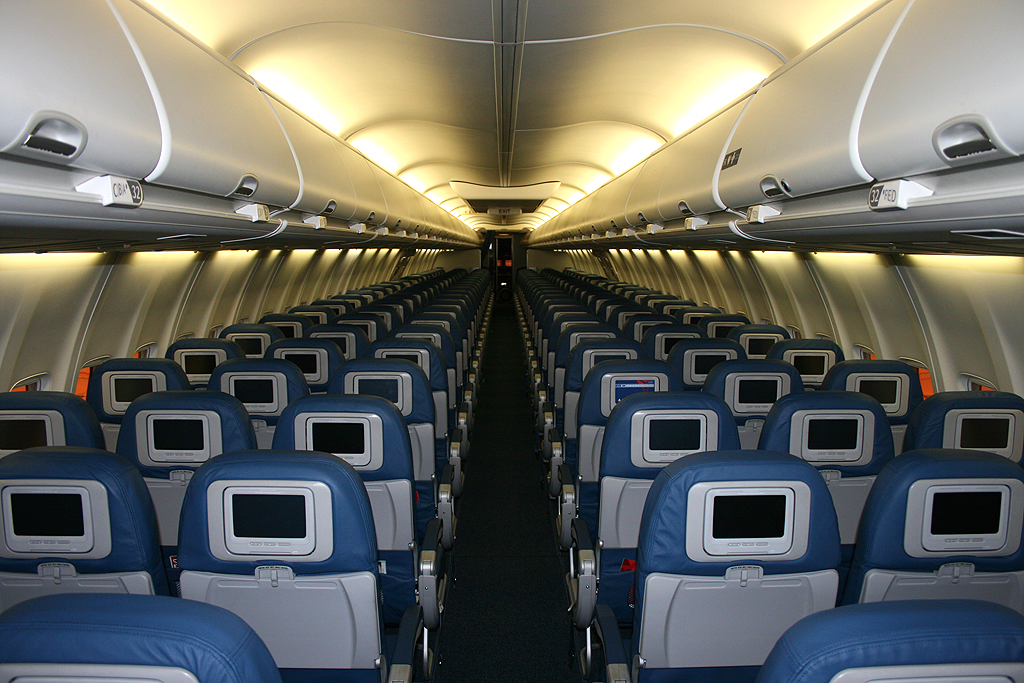
Exempel på flygplanskabin med IFE-system

IFE-System står för In-flight entertainment system och är ett begrepp för personliga TV-system vid respektive sittplats inom flygindustrin.